# Руденково (Белопольский район)
Руденково (укр. Руденкове) — село,
Терещенковский сельский совет,
Белопольский район,
Сумская область,
Украина.
Код КОАТУУ — 5920688603. Население по переписи 2001 года составляло 44 человека .

## Географическое положение
Село Руденково находится на левом берегу реки Локня,
выше по течению на расстоянии в 1,5 км расположено село Иосипово,
ниже по течению примыкает село Терещенки.
Река в этом месте пересыхает.

## Экономика
- Молочно-товарная ферма.